# Marius Schattner
Marius Schattner est un journaliste français né à Nice en 1943, de parents de confession juive originaires de l' ancien empire d' Autriche-Hongrie.
Il émigre en  Israël en 1968. Spécialiste de la politique israélienne, Marius Schattner est correspondant depuis 1991 de l'Agence France-Presse (AFP) à Jérusalem après avoir débuté comme correspondant du quotidien Libération de 1979 à 1981. Il réside à Jérusalem depuis 2012. Il est le père d'Imri Schattner-Ornan, ethnologue, né en 1977 en Israël.

## Publications
- Israël, l'autre conflit. Laïcs contre religieux, Bruxelles, André Versaille éditeur, 2008.